# أليخاندرو ليروكس
أليخاندرو ليروكس غارسيا (بالإسبانية: Alejandro Lerroux García)‏ (لا رمبلة قرطبة 4 مارس 1864 - مدريد 25 يونيو 1949) هو سياسي إسباني. وكان زعيم الحزب الجمهوري الراديكالي خلال الجمهورية الإسبانية الثانية. شغل منصب رئيس وزراء إسبانيا ثلاث مرات منذ 1933 - 1935 واستلم أيضا عدة مناصب وزارية. وإليه تنسب كلمة Lerrouxism ((بالإسبانية: Lerrouxismo)‏ (بالكتالونية: Lerrouxisme)‏)، حيث استخدمت للإشارة إلى خطاب ديماغوجي مناهض للكاتالونية في كاتالونيا.

## السيرة الذاتية
كان ليروكس أحد الشباب المنضوين في صفوف الجمهوريين الراديكاليين، باعتباره تابعاً لمانويل رويث ثوريا. وقد مارس أسلوبًا ديماغوجيًا وعدوانيًا في المطبوعات المتنوعة التي كتب فيها (الباييس وإل بروغريسو والإنترجنسيا والراديكال).
اكتسب ليروكس شعبية كبيرة بين العمال في برشلونة بسبب خطاباته الشعوبية وعدائه لرجال الدين وكذلك تدخله في حملات متنوعة ضد حكومات عودة البوربون، وقد أضحى العمال قاعدة انتخابية موالية له. انضم إلى حزب الاتحاد الجمهوري الذي شكله نيكولاس سالميرون وأصبح نائبا في البرلمان سنة 1901 ثم في 1903 و 1905. ولكن بعد تحالف سالميرون مع الأحزاب الكتالانية لتكوين التكتل الكاتالوني سنة 1906 انشق ليروكس عنه ليشكل الحزب الجمهوري الراديكالي (1908) وكافح ضد تزايد القومية الكتلانية. وقد ذهب إلى المنفى عدة مرات، أولاً للهروب من الإدانة بسبب كتابته إحدى مقالاته (1907) ثم فر بعد ذلك من القمع الحكومي رداً على الأسبوع المأساوي في برشلونة (1909).
وبعد عودته إلى إسبانيا وافق ليروكس على الانضمام إلى التجمع الجمهوري-الاشتراكي وانتخب نائبا مرة أخرى سنة 1910. ثم تورط بعد ذلك في سلسلة من الفضائح واتهامات بالفساد أجبرته على الابتعاد عن ناخبيه في برشلونة فظهر في قرطبة سنة 1914.
في ظل ديكتاتورية ميغيل بريمو دي ريفيرا (1923 - 1930) كان حزبه ضعيفا عندما تركه جناحه اليساري بقيادة مارسيلينو دومينغو لتشكيل الحزب الجمهوري الاشتراكي الراديكالي في 1929. ومع ذلك استمر في النشاط السياسي وحضر اللجنة الثورية التي أصدرت ميثاق سان سباستيان بقصد الإطاحة بالملك ألفونسو الثالث عشر وإعلان الجمهورية.

## الجمهورية الإسبانية الثانية
تمكن ليروكس في ظل النظام الجمهوري أن ينال دورًا سياسيًا بارزًا، حيث عين رئيسًا للوزراء ثلاث مرات وأخذالمناصب الوزارية المتميزة. وكان جزء من ائتلاف اليسار التي دعمت إصلاحات حكومة مانويل أثانيا خلال السنتين الأولى (1931-1933)، وهي الفترة التي شغل فيها منصب وزير الخارجية (1931) ومنصب وزير الشؤون الخارجية بين 14 أبريل 1931 و 16 ديسمبر 1931. ثم أصبح رئيسا للوزراء من 12 سبتمبر إلى 9 أكتوبر 1933.
بعد فوز الاتحاد الإسباني لليمين المستقل (CEDA) في انتخابات خريف 1933، أصبح ليروكس رئيسا للوزراء مرة أخرى، وذلك لأن الرئيس لا يرغب في تعيين زعيم CEDA خوسيه ماريا جيل روبلز رئيسا للوزراء. فخدم من 16 ديسمبر 1933 إلى 28 أبريل 1934 ومرة أخرى من 4 أكتوبر 1934 إلى 25 سبتمبر 1935. كما شغل منصب وزير الحرب (1934) ووزيرا للدولة (1935) والشؤون الخارجية (1935).
تميّز ليروكس في قمع إضراب عمال المناجم الاستوريين في 1934 في 1934، ولكنه فقد مصداقيته بعد فضيحة سترابرلو (قضية الفساد ملزمة لتقنين القمار) التي كسرت تحالفه مع اليمين حتى ضعف موقفه داخل الحزب، في الشهر التالي اندلعت فضيحة نومبيلا التي أدت بالتأكيد إلى تدهور صورة الراديكاليين وتدمير تحالفهم مع CEDA، فترك ليروكس الحكومة. بل لم يتمكن من النجاح في انتخابات 1936. وعندما اندلعت الحرب الأهلية الإسبانية في نفس العام فضل أن يخرج نفسه من دائرة الخطر مغادرا إلى البرتغال. وقد عاد إلى إسبانيا سنة 1947.

## وصلات خارجية
- أليخاندرو ليروكس على موقع الموسوعة البريطانية (الإنجليزية)
- "Público" - La II República Española en su 80 aniversario: Protagonistas
- Poster of the Radical Republican Party with Alejandro Lerroux
- Illustrious Cordobese People

| المناصب السياسية   | المناصب السياسية                      | المناصب السياسية          |
| ------------------ | ------------------------------------- | ------------------------- |
| سبقه مانويل أثانيا | رئيس وزراء إسبانيا 1933 و (1934-1935) | تبعه دييغو مارتينيز باريو |